# Panic! At the Disco
Panic! At the Disco (с англ. — «Паника! На дискотеке») — американская рок-группа из Лас-Вегаса, штат Невада. С 2017 года единственным участником группы был Брендон Ури.

## История

### Формирование (2004)
Группа была основана в Саммерлине (Summerlin), провинциальном районе Лас-Вегаса, двумя друзьями детства — гитаристом Райаном Россом и барабанщиком Спенсером Смитом. Когда обоим было по 13, друзья перепевали песни Blink-182 с разными составами группы. Затем Смит и Росс создают новую группу под названием «Pet Salamander» с двумя другими друзьями, Брентом Уилсоном и гитаристом Тревором Хауэллом, который позже оставил группу.
Уилсон встретил будущего вокалиста Panic! At the Disco в своей школе Palo Verde High School. До прихода в их команду Брендона Ури, группа именовалась Summer League, может быть, в связи с названием города, в котором они жили. В то время, Уилсон просит Ури заменить гитариста в их ещё не сформировавшейся группе. Первоначально, Ури не был ведущим певцом в их коллективе. Это место принадлежало бывшему гитаристу и автору песен Райану Россу. Однако, во время репетиции, когда ребята услышали голос Брендона, являвшегося ещё и бэк-вокалистом, они были впечатлены его вокальными данными и единогласно решили сделать его певцом. Затем группа, по решению Ури, поменяла своё название на «Panic! At The Disco», взятое из строчки песни «Panic» группы Name Taken. Хотя группа часто говорит, что название пришло к ним из песни «Panic» группы The Smiths. Это объясняется тем, что песня Смитов легче воспринимается людьми, не знакомыми с творчеством группы Name Taken, которая также повлияла на их название.
Группа связалась с басистом Fall Out Boy Питом Вентцем при помощи LiveJournal и отправила ему ссылку на их страницу на PureVolume. Вентц совершил поездку в Лас-Вегас, чтобы встретиться с группой. После прослушивания вживую, Пит предложил ребятам подписать контракт с его собственным музыкальным лейблом Decaydance.

### Начало карьеры,A Fever You Can’t Sweat Out(2005—2007)
Panic! At the Disco выпустили дебютный альбом «A Fever You Can't Sweat Out» 27 сентября 2005, опираясь в раскрутке на сайты PureVolume и MySpace. Они достигли неплохого коммерческого успеха для начинающей группы.
После представления «Топ-10 артистов», имеющих контракт со звукозаписывающей компанией, составленного на сайте PureVolume, и достигнув первой строчки в чартах на MySpace.com, Panic! At the Disco появились на MTV’s Total Request Live 17 января 2006, где состоялась премьера клипа на песню «I Write Sins Not Tragedies».
Показав в Lucent Dossier Vaudeville Cirque видео, в котором главными темами являются свадьба и цирк, видеоклип дебютировал на 10-е место в обратном отсчете TRL, а позже завоевывал награду MTV Video Music Awards («Видео Года») в 2006.
Сама песня оказалась не менее успешной и в течение месяца поднялась на вершину «Hip Clipz» на веб-сайте Curly Grrlz Skateboards. Сингл, выпущенный 27 апреля 2006 года, добрался до 7-й строчки американских чартов.
Panic! At the Disco выступали третьими в Truckstops & Statelines Winter Tour в начале 2006, хедлайнерами которого были The Academy Is… и включенная Acceptance как прямая поддержка, а также Hellogoodbye.
Перед туром и во время него группу ставили выступать в самом конце, что означало её растущую популярность: они стояли выше Acceptance, которые выходили вторыми после хедлайнера фестиваля. Альбом «A Fever You Can’t Sweat Out» превосходил в цене дебютной альбом группы The Academy Is… «Almost Here» во время их совместного тура.
Второй сингл, «But It's Better If You Do», был выпущен в Великобритании 1 мая 2006 и достиг высшей точки под #23. Видео на песню «But It’s Better If You Do» показывает группу, которая, по словам Ури, отображает «темный и изолированный стиль Паники».
Группа объявила об уходе басиста Брента Уилсона на официальном сайте 17 мая 2006. Уилсон с тех пор утверждает, что решение уйти было не его личным, а что его уволили, не предупредя о денежно-кредитных причинах, хотя остальная часть группы все отрицает. Уилсон потребовал сокращение лицензионных платежей, и угрожал подать на группу в суд.
Спустя несколько дней после ухода Уилсона группа начала свой первый тур по Европе, где ведущей группой были Panic! At the Disco, с их давним другом Джоном Уолкером, который был взят как временный басист, пока разыскивалась уже постоянная замена Бренту. Все билеты были распроданы — иногда они расходились за несколько часов, как было в Манчестере. По возвращении группа предприняла ещё один двухмесячный североамериканский хедлайнерский тур с The Hush Sound, OK Go, The Dresden Dolls, и Lucent Dossier Vaudeville Cirque, все ещё совместно с Джоном Уолкером как временным басистом.
3 июля того же года, профайл группы на MySpace был отредактирован, где в состав группы был вписан Джон Уолкер как басист/бэк-вокалист, и с того момента он стал постоянным участником Panic! at the Disco.
Успех первых двух синглов помог буквально катапультировать их дебютный альбом на вершину чарта в Billboard Independent и на 13-е место в Billboard 200 в июле 2006.
К концу июля 2006 Panic! at the Disco выпустили их третье музыкальное видео под названием «Lying Is the Most Fun a Girl Can Have Without Taking Her Clothes Off». В клипе показаны люди, идущие по улице с аквариумом на голове, где плавают рыбки. В видео группа появляется только в одном эпизоде, потому что им показалось, что их внешность отвлекала бы зрителя от музыки.
В начале августа 2006 года альбом «A Fever You Can’t Sweat Out» стал платиновым, будучи распроданным в более чем один миллион копий.
Во время вводной песни «Паники» 25 августа 2006 в Carling Weekend: Reading Festival кто-то из присутствующих на фестивале бросил бутылку на сцену, которая ударила Брендона Ури в глаз и он на время потерял сознание.
Через несколько минут он очнулся и вернулся к микрофону, где крикнул толпе: «Вы не вырубите меня! Давайте посмотрим, насколько вы хороши, ребята, с моей левой стороны!», и продолжил выступление с той же песни. Райан Росс, давший интервью по телефону, заявил, что «Мы в какой-то степени ожидали этого (bottling) на фестивале, потому что наслышаны о такой, своего рода, „традиции“ здесь» и «в ожидании этого, мы постоянно держались за головы, но, к сожалению, Брендон словил одну бутылку, пролетевшую мимо меня и Джона; он избегал этого, но всё-таки не заметил одну, но зато её увидел я, и она прилично заехала ему по глазу, но я думаю, что это не единственный случай, когда такое происходило, поэтому мы не должны так сильно переживать по этому поводу».
Группа отправилась в турне в конце 2006 года. Оно включало концерты в Австралии, Новой Зеландии и континентальной Европе. 7 ноября 2006 они начали свой самый первый тур совместно с Bloc Party (которые ненадолго выбыли из-за барабанщика Мэтта Тонга, у которого было травмировано легкое) и Jack’s Mannequin. Plain White T’s также были добавлены к следующим нескольким неделям тура The Nothing Rhymes With Circus Tour. Они открывали шоу, начинающееся в Нью-Йорке, и продолжили его 26 ноября в Айове. После этого, Cobra Starship были в туре 9 декабря в Сан-Диего. Panic! At the Disco появились наряду с Fall Out Boy, Marilyn Manson и другими группами в саундтреке к мультфильму Тима Бёртона «Кошмар перед Рождеством», перепевая песню «This Is Halloween», которая была переиздана в 3D-графике 20 октября.
Их последний сингл с альбома «A Fever You Can’t Sweat Out», «Build God, Then We’ll Talk», был выпущен 5 марта 2007. Видео отображает главную тему песни — об ошибках во взаимоотношениях.
В мае 2007 было объявлено, что будет выпущена пластинка со Smashing Pumpkins Tribute, собранная MySpace и Spin. На пластинке показано выступление «Паники» с кавером на песню «Tonight, Tonight» и было включено в свободное пользование на сайте журнала Spin 26 июня 2007.

### Pretty. Odd.и…Live in Chicago(2008)
В начале 2007 года Panic! At the Disco начали записывать свой новый альбом, но спустя несколько месяцев напряженной работы, было решено полностью перезаписать его, начав работу с чистого листа (июль 2007). В интервью каналу MTV, Райан Росс объяснил, что прежде чем решение начать заново было принято, у альбома был недостаток в том, что группа была негативно настроена и что музыка «звучала как будто из фильма». Он также говорил, что в новых песнях группы появилось «их более позитивное восприятие всего». Они также выступали с новыми песнями на различных фестивалях и передачах. Две из этих песен были «Nine in the Afternoon» и «When the Day Met the Night».
9 января восклицательный знак в названии группы был убран. «Когда мы убрали восклицательный знак из названия, мы будто подвели черту и избавились от того, от чего уже порядком устали. Мы записываем новый альбом и ощущаем себя новой группой», — объясняет гитарист Райан Росс. «Это примерно то же самое, как если бы Kiss смыли свой макияж», — говорит приятель «Паники» Пит Вентц из Fall Out Boy.
Rob Mathes, кто продюсировал альбом, описал его как «самый существенный проект, который я сделал, в одно и то же время являющийся молодым и интенсивным, предприимчивым и бесконечно творческим.» «Работа с этими молодыми людьми заставила меня смотреть на музыку, как я делал это раньше, когда открыл для себя песни The Who и Брайана Ино (Brian Eno) — период Дэвида Боуи (David Bowie), в мои 16. Я переполнен „благодарностью“ этому проекту». Ранее группа планировала трудиться над своим альбомом вместе с Дэнни Эльфманом (Danny Elfman), который работал над музыкой в мультфильме «Кошмар перед Рождеством».
11 декабря на Billboard.com было объявлено, что релиз нового альбома «Паники» запланирован на 25 марта 2008 года. Немного позже, в этот же день, на веб-сайте группы появилась серия головоломок, ответ у первой был — «Вы не должны волноваться» («YOU DON’T HAVE TO WORRY») — барабанщик Спенсер Смит объяснил, что это строчка из песни «We’re So Starving».
Видео на песню «Nine in the Aftenoon» было запланировано на 21 и 22 декабря, перед выпуском сингла в январе 2008.
Вторая головоломка показывала отрывки песен из нового альбома, а третья вела на блог в MySpace, на котором публиковались обновления касательно прогресса записи нового альбома, а также предлагалась «сырая» версия песни «We’re So Starving». Группа также объявила, что они будут делать записи последовательно и соединять их в альбом на Abbey Road Studios. Позже, «Паника» подтвердила, что второй альбом был назван Pretty. Odd («Довольно. Странный») и дата выпуска была назначена на 25 марта 2008. Новая головоломка появилась на веб-сайте группы 16 января, различные части которой были выставлены на различных сайтах в Интернете, раскрывающим обложку диска «Pretty.Odd».
В январе 10-го числа Panic at the Disco были утверждены хедлайнерами на 2008 Honda Civic Tour. Тур начался 10 апреля в Сан-Франциско и окончился в городе Анахайм 14 июня. Группа разукрасила собственную машину Honda Civic Hybrid, которая будет выиграна держателем билетов и поклонником группы.
28 января «Nine in the Afternoon» (полный) стал доступным к просмотру на официальной странице группы на MySpace.com. iTunes сделал Deluxe Edition («Роскошный выпуск») и Standart Edition («Стандартный выпуск») альбома доступными для предварительного заказа 29 января 2008. После дня выпуска клипа к первому синглу Nine in the Afternoon" группа сняла целый новый клип для следующего сингла, именуемого «That Green Gentleman (Things Have Changed)».
30 марта альбом Panic! At the Disco занял 2-е место среди других альбомов в чарте Британии. Pretty. Odd также дебютировал на 2-е место и в американском чарте, продав 139,000 копий в первую же неделю, а в апреле, 8-го числа, получил первое место в Австралии.
В августе Panic! At the Disco предприняла мировое турне Pretty. Odd. World Tour, выступая в Сингапуре, Южной Корее, Японии, Гонконге, Филиппинах, Индонезии, Австралии и Новой Зеландии; сопровождаемая The Academy Is… и Cobra Starship в последних двух странах.
В декабре группа выпустила DVD/ CD диск «…Live in Chicago». DVD содержал съемку Чикагского концерта Honda Civic Tour, короткометражки, музыкальные видео и документальные фильмы о съемках клипов; CD включал в себя все песни, исполняемые группой на том же самом концерте, а также альтернативные версии четырёх песен с альбома «Pretty. Odd».

### Vices & Virtues(2009—2011)
6 июля 2009 года на официальном сайте группы было опубликовано следующее заявление: «Райан Росс и Джон Уолкер покидают группу». С этого дня в её состав по-прежнему входят Брендон Ури и Спенсер Смит. На данный момент они ищут замену гитаристу и басисту, которые ушли в «свободное плавание». Как сообщает Брендон Ури, «мы существуем, группа Panic! At the Disco здравствует и процветает, ждите сюрпризов». К началу июля у группы уже было записано 4 трека для их нового, третьего студийного альбома, работа над которым продолжалась в половинном составе.
Позднее группа сообщила журналистам, что находится на ранней стадии написания и записи альбома, последующего за Pretty. Odd., который будет выпущен примерно в конце 2009. Басист группы Blink-182, Марк Хоппус (Mark Hoppus) будет работать с группой по крайней мере над одним новым треком. Группа обещает вскоре присоединиться к Fall Out Boy, Blink-182 и Честеру Френчу (Chester French) и выступить в первой части летнего тура Blink-182. Новый сингл «New Perspective» был представлен на рок-радио 18 августа. Альбом было обещано выпустить не позднее весны 2009.
18 января 2011 года Panic! (с новым альбомом вернулся восклицательный знак) at the Disco официально объявили, что их третий альбом «Vices & Virtues» выйдет 29 марта 2011, однако дата выхода альбома была перенесена на неделю назад (на 22 марта).
Первый сингл «The Ballad of Mona Lisa» вышел 1 февраля 2011 года. 8 февраля вышел клип на эту песню. 25 апреля вышел клип на «Ready To Go (Get Me Out Of My Mind)», режиссёром которого является Шейн Дрэйк (Shane Drake), поставивший им клипы на «But It’s Better If You Do» и «I Write Sins Not Tragedies» (2006 год), «Nine in the Afternoon» (2008 год) и ранее упомянутую «The Ballad of Mona Lisa».
Помимо этого, в Европейский тур «Паники!» включена Москва. Первый концерт Panic! At The Disco в России состоялся 9 мая 2011 года в клубе GAUDI ARENA.
26 сентября должен был выйти отчетный Live альбом, с тура в поддержку Vices & Virtues, названный Panic At The Disco iTunes Live' в цифровом виде.

### Too Weird to Live, Too Rare to Die!(2012—2015)
После завершения гастрольного тура группа занялась созданием четвёртого альбома. Во время записи альбома гитарист Йен Кроуфорд, который присоединился к группе в 2009 году после ухода Райана Росса и Джона Уокера, покинул группу, сославшись на свое желание делать «настоящую, подлинную» музыку. 15 июля 2013 года было объявлено название альбома «Too Weird to Live, Too Rare to Die!». Датой выхода назначено 8 октября 2013 года. Первый сингл, «Miss Jackson», был выпущен 15 июля 2013, вслед было выпущено музыкальное видео в поддержку альбома.
В интервью для Pure Fresh 23 сентября 2014 года Брендон Ури сказал, что у него есть идеи насчет пятого альбома, но он не уверен, будет ли это его сольный альбом, или же альбом Panic! At The Disco.

### Уход Спенсера Смита иDeath of a Bachelor(2015—2017)
2 апреля 2015 года Смит объявил, что официально покинул группу. В том же месяце Ури раскрыл в интервью журналу Kerrang!, что он работал над новым материалом для пятого студийного альбома группы.
20 апреля 2015 года Ури выпустил клип на песню «Hallelujah» без каких-либо официальных предупреждений заранее. Он попал на 40-ю строчку «Billboard 100» — самая высокая позиция группы после «I Write Sins Not Tragedies». Другая песня, «Death of a Bachelor», появилась в Apple Music 1 сентября 2015 года, второй сингл с пятого альбома, «Victorious», вышел в конце сентября. 22 октября 2015 года Брендон Ури в официальном аккаунте группы «Panic! At the Disco» в Facebook анонсировал выпуск нового альбома, получившего название Death of a Bachelor. Датой выхода объявлено 22 января 2016 года. 24 октября вышел третий сингл «Emperor’s New Clothes». «LA Devotee» вышел 26 ноября, как сингл для продвижения альбома. 31 декабря 2015 года группа выпустила сингл «Don’t Threaten Me with a Good Time».
В недавнем интервью Брендон Ури заявил, что хочет снять музыкальные клипы на все песни, что входят в альбом Death of a Bachelor.

### Уход Даллона Уикса иPray for the Wicked(2017—2023)
15 декабря 2017 года группа выпустила четвёртый лайв-альбом All My Friends We’re Glorious: Death of a Bachelor Live лимитированным изданием: в виде винила (2 шт) и цифровой загрузки. Пять дней спустя была выпущена неальбомная рождественская песня «Feels Like Christmas».
27 декабря 2017 года басист Даллон Уикс объявил о своем уходе из группы после более восьми лет выступлений, а единственным участником группы остался Брендон Ури.
19 марта 2018 года группа сыграла неожиданное шоу в Кливленде, Огайо, с новой гастрольной басисткой Николь Роу. 21 марта 2018 года группа выпустила две новые песни «Say Amen (Saturday Night)» и «(Fuck a) Silver Lining». В то же время Брендон Ури в официальных аккаунтах в соцсетях анонсировал выход нового альбома Pray for the Wicked, а также тур под названием «Pray for the Wicked Tour».

### Окончательный распад Panic! At the Disco
24 января 2023 года в инстаграме группы был опубликован пост, в котором Брендон Ури объявил о распаде группы после завершения тура Viva Las Vengeance в Манчестере. Ури сообщил, что он и его супруга ждут ребёнка, поэтому всё свое время певец хочет посвятить семье.

## Выступления
Panic! At the Disco выступили на Таймс-сквер в канун Нового года в декабре 2006/январе 2007 года вместе с Карсоном Дэйли. Они исполнили две своих песни: «Lying Is the Most Fun a Girl Can Have Without Taking Her Clothes Off» (последнее выступление в 2006-м) и «I Write Sins Not Tragedies» (первое выступление в 2007-м). Хотя обе песни содержат профанации, Panic! At the Disco спели их без цензуры.

## Музыкальный стиль
Музыкальные критики причисляли группу ко многим различным стилям. В частности, поп-панку, поп-року и инди-року, а альбом Pretty. Odd. вообще окрестили барокко-попом. Однако сами ребята считали, что глупо приписывать их группу к каким-то определённым стилям. Panic! At the Disco уходили на запись альбома, многократно упоминая, что второй альбом группы будет в корне отличаться от A Fever You Can’t Sweat Out. Группа ассоциирует своё текущее направление с песней «Nine in the Afternoon» — «Она была написана под влиянием музыки, которую слушали наши родители: The Beach Boys, The Kinks, The Beatles», — сказал Райан, — «Наши новые песни и музыка больше похожи на классический рок, чем на современный. Мы стали старше, слушаем разную музыку — и это, естественно, влияет на нас».
Относительно звучания их альбома Pretty. Odd. Райан Росс высказался так: «Я стараюсь представить человека, который трудился полный рабочий день; человека, который садится в свою машину и просто включает радио. И я бы хотел, чтобы он услышал песню, которая заставила бы его почувствовать себя счастливым хоть на три минуты, а не что-то, что сделает его ещё более подавленным, чем он есть. Мы не боимся писать о любви и счастье».
В определенный момент в коллективе начали возникать творческие разногласия, вследствие чего Райан Росс и Джон Уокер в 2009-м году покидают группу. Это событие поставило под сомнение будущее группы, так как Росс являлся, как казалось, её неотъемлемой частью, ведь большую часть песен для всех альбомов группы написал именно он. В этом же году к коллективу присоединился Даллон Уикс и занял роль басиста.

## Состав группы
| Бывшие участники - Брендон Ури — вокал, соло-гитара (2004—2023), ритм-гитара, бас-гитара, синтезатор, фортепиано (2004—2023), аккордеон, орган (2004—2023), ударные (2015—2023) - Даллон Уикс — бас-гитара, бэк-вокалист (2009—2017) - Брент Уилсон — бас-гитара (2004—2006) - Райан Росс — вокал, автор песен (2004—2009), соло-гитара, синтезатор (2004—2009) - Джон Уокер — бас-гитара (2006—2009) - Спенсер Смит — ударные (2004—2013) | Бывшие временные участники - Дэн Павлович — ударные, перкуссия (2013 — 2023) - Николь Роу — бас-гитара (2018 — 2023) - Майк Наран — соло-гитара, бэк-вокал (2018 — 2023) - Бартрам Насон — скрипка, клавишные, электронные ударные, перкуссия (2006—2008) - Эрик Роник — клавишные, бэк-вокал, перкуссия (2006—2008) - Йен Кроуфорд — соло-гитара, напольный том-том, бэк-вокал (2009—2012) - Кеннет Харрис — соло-гитара, бэк-вокал (2013—2018) |

## Дискография
- 2005: A Fever You Can’t Sweat Out
- 2008: Pretty. Odd
- 2011: Vices & Virtues
- 2013: Too Weird to Live, Too Rare to Die!
- 2016: Death of a Bachelor
- 2018: Pray for the Wicked
- 2022: Viva Las Vengeance

## Премии
MTV Video Music Awards
- Награждён: Клип года (2006) за «I Write Sins Not Tragedies»
- Номинированы: Лучший клип группы (2006) за «I Write Sins Not Tragedies»
- Номинированы: Лучший рок-клип (2006) за «I Write Sins Not Tragedies»
- Номинированы: Лучший новый исполнитель в клипе (2006) за «I Write Sins Not Tragedies»
- Номинированы: Лучшая режиссура клипа (2006) за «I Write Sins Not Tragedies»

TMF Awards
- Награждён: Лучший клип зарубежного исполнителя (2006) за «I Write Sins Not Tragedies»

Grammy
- Номинирован: Лучший рок-альбом (2017) за «Death of a Bachelor»

American Music Awards
- Награждён: Лучший альтернативный исполнитель (2018)

### Комментарии
1. ↑  Брендон Ури объявил, что группа Panic! At the Disco будет распущена после завершения мартовского тура коллектива[1][2][3]